# Lijst van kardinalen gecreëerd door paus Johannes XXIII

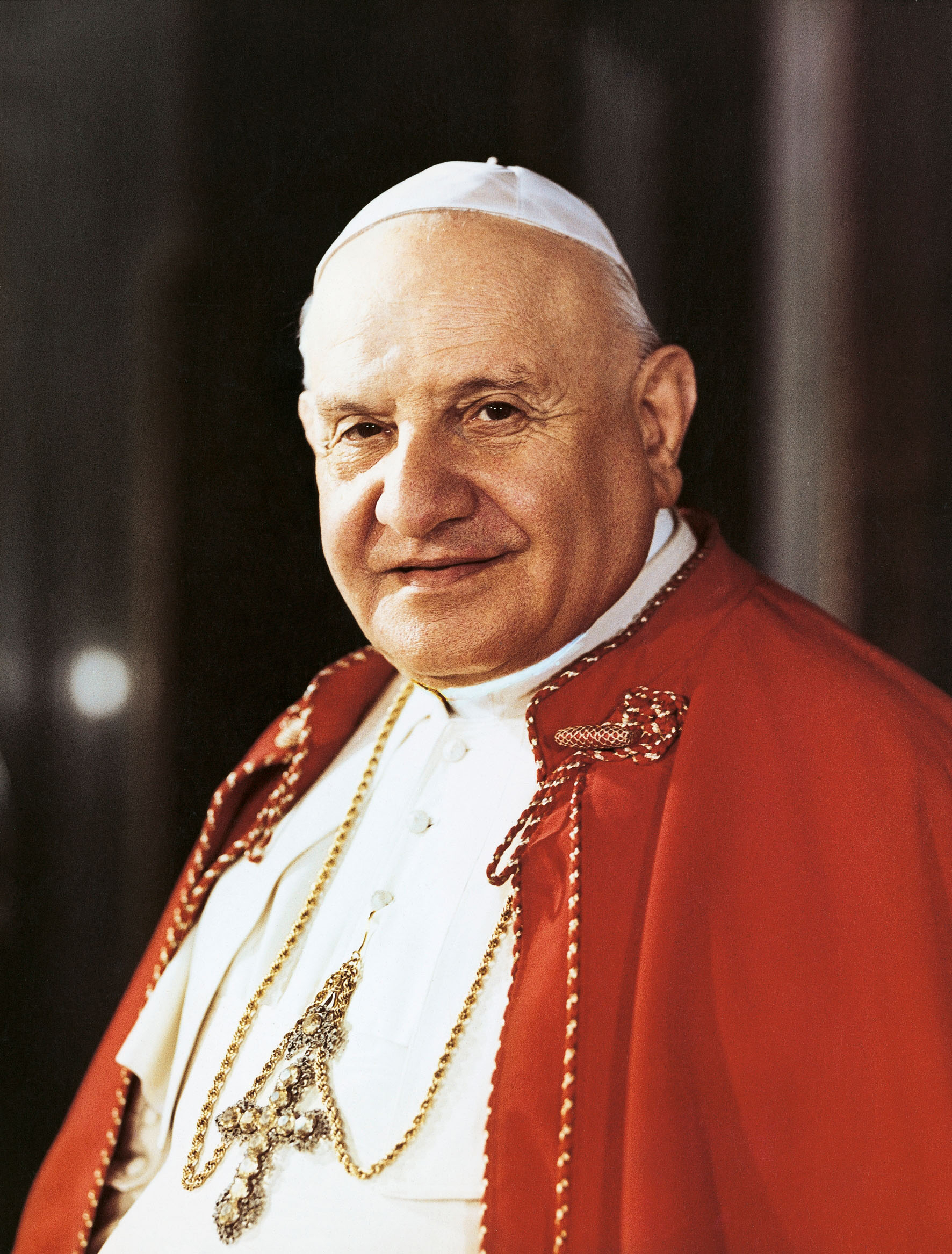

Hieronder volgt een lijst van kardinalen gecreëerd door paus Johannes XXIII.

## Consistorie van 15 december 1958
- Giovanni Battista Montini, aartsbisschop van Milaan (later paus Paulus VI)
- Giovanni Urbani, patriarch van Venetië
- Paolo Giobbe, titulair aartsbisschop van Tolemaide di Tebaide, apostolisch nuntius voor Nederland
- Giuseppe Fietta, titulair aartsbisschop van Sardica, apostolisch nuntius voor Italië
- Fernando Cento, titulair aartsbisschop van Seluecia, apostolisch nuntius voor Portugal
- Carlo Chiarlo, titulair aartsbisschop van Amida, apostolisch nuntius ter beschikking aan het Staatssecretariaat van de Heilige Stoel
- Amleto Giovanni Cicognani, titulair aartsbisschop van  Laodicea di Frigia, apostolisch gedelegeerde in de Verenigde Staten van Amerika
- José Garibi Rivera, aartsbisschop van Guadalajara, Mexico
- Antonio Maria Barbieri, O.F.M, aartsbisschop van Montevideo, Uruguay
- William Godfrey, aartsbisschop van Westminster, Verenigd Koninkrijk
- Richard James Cushing, aartsbisschop van Boston, Massachusetts
- Carlo Confalonieri, titulair aartsbisschop van Nicopoli al Nesto, secretaris van de Congregatio de Seminariis et Studiorum Universitatibus
- Alfonso Castaldo, aartsbisschop van Napels
- Paul-Marie-André Richaud, aartsbisschop van Bordeaux
- John Francis O'Hara, C.S.C, aartsbisschop van Philadelphia, Verenigde Staten van Amerika
- José Maria Bueno y Monreal, aartsbisschop van Sevilla, Spanje
- Franz König, aartsbisschop van Wenen, Oostenrijk
- Julius Döpfner, aartsbisschop van Berlijn, Duitsland
- Domenico Tardini, Staatssecretaris van de Heilige Stoel
- Alberto di Jorio, secretaris van het College van Kardinalen en secretaris van het Concilie
- Francesco Bracci, secretaris van de Sacra Congregatio de Disciplina Sacramentorum
- Francesco Roberti, secretaris van de Congregatie voor het Concilie
- André-Damien-Ferdinand Jullien, P.S.S., deken van de Sacra Rota Romana

## Consistorie van 14 december 1959
- Paolo Marella, titulair aartsbisschop van Docleo, apostolisch nuntius voor Frankrijk
- Gustavo Testa, titulair aartsbisschop van Amasea, apostolisch nuntius voor Zwitserland
- Aloisius Joseph Muench, aartsbisschop van Fargo, North Dakota, Verenigde Staten van Amerika
- Albert Gregory Meyer, aartsbisschop van Chicago, Illinois, Verenigde Staten van Amerika
- Arcadio Larraona Saralegui, C.M.F, Secretaris van de Congregatie voor de Clerus
- Francesco Morano, secretaris van de Hoogste Rechtbank van de Apostolische Signatuur
- William Theodore Heard, deken van de Sacra Rota Romana
- Augustin Bea, S.J., prefect van het Secretariaat voor de Eenheid der Christenen

## Consistorie van 28 maart 1960
- Luigi Traglia, titulair aartsbisschop van Cesarea di Palestina, kardinaal-vicaris
- Peter Tatsuo Doi, aartsbisschop van Tokio, Japan
- Joseph-Charles Lefèbvre, aartsbisschop van Bourges, Frankrijk
- Bernardus Alfrink, aartsbisschop van Utrecht, Nederland
- Rufino Jiao Santos, aartsbisschop van Manilla, Filipijnen
- Laurean Rugambwa, bisschop van Rutabo, Tanganyika
- Antonio Bacci, secretaris van het Secretariaat voor Latijnse Brieven

## Consistorie van 16 januari 1961
- Joseph Elmer Ritter, aartsbisschop van Saint Louis, Missouri, Verenigde Staten van Amerika
- José Humberto Quintero Parra, aartsbisschop van Caracas, Venezuela
- Luis Concha Córdoba, aartsbisschop van Bogota, Colombia
- Giuseppe Antonio Ferretto, titulair aartsbisschop van Sardica, secretaris van de Congregatie voor het Consistorie

## Consistorie van 19 maart 1962
- Jose da Costa Nunes, titulair patriarch van Odessa, vice-kamerheer van Z.H. de Paus
- Giovanni Panico, titulair aartsbisschop van Giustiniana Prima, apostolisch nuntius voor Portugal
- Ildebrando Antoniutti, titulair aartsbisschop van Sinnada di Frigia, apostolisch nuntius voor Spanje
- Efrem Forni, titulair aartsbisschop van Darni, apostolisch nuntius voor België en internuntius voor Luxemburg
- Juan Landázuri Ricketts, O.F.M., aartsbisschop van Lima, Peru
- Gabriel Acacius Coussa, O.S.B, pro-secretaris van de Congregatie voor de Oosterse Kerken
- Raúl Silva Henriquez, SDB, aartsbisschop van Santiago, Chili
- Leo Suenens, aartsbisschop van Mechelen-Brussel, België
- Michael Browne, O.P., magister-generaal van de Orde der Dominicanen
- Joaquín Anselmo Maria Albareda, O.S.B, prefect van de Biblioteca Apostolica Vaticana